# Дупа Деал (Понор)
Дупа Деал (рум. Dupa Deal) насеље је у Румунији у округу Алба у општини Понор. Oпштина се налази на надморској висини од 706 m.

## Становништво
Према подацима из 2002. године у насељу је живело 107 становника, од којих су сви румунске националности.